# Munébrega
Munébrega – gmina w Hiszpanii, w prowincji Saragossa, w Aragonii, o powierzchni 40,99 km². W 2011 roku gmina liczyła 470 mieszkańców.